# Художній розпис стін

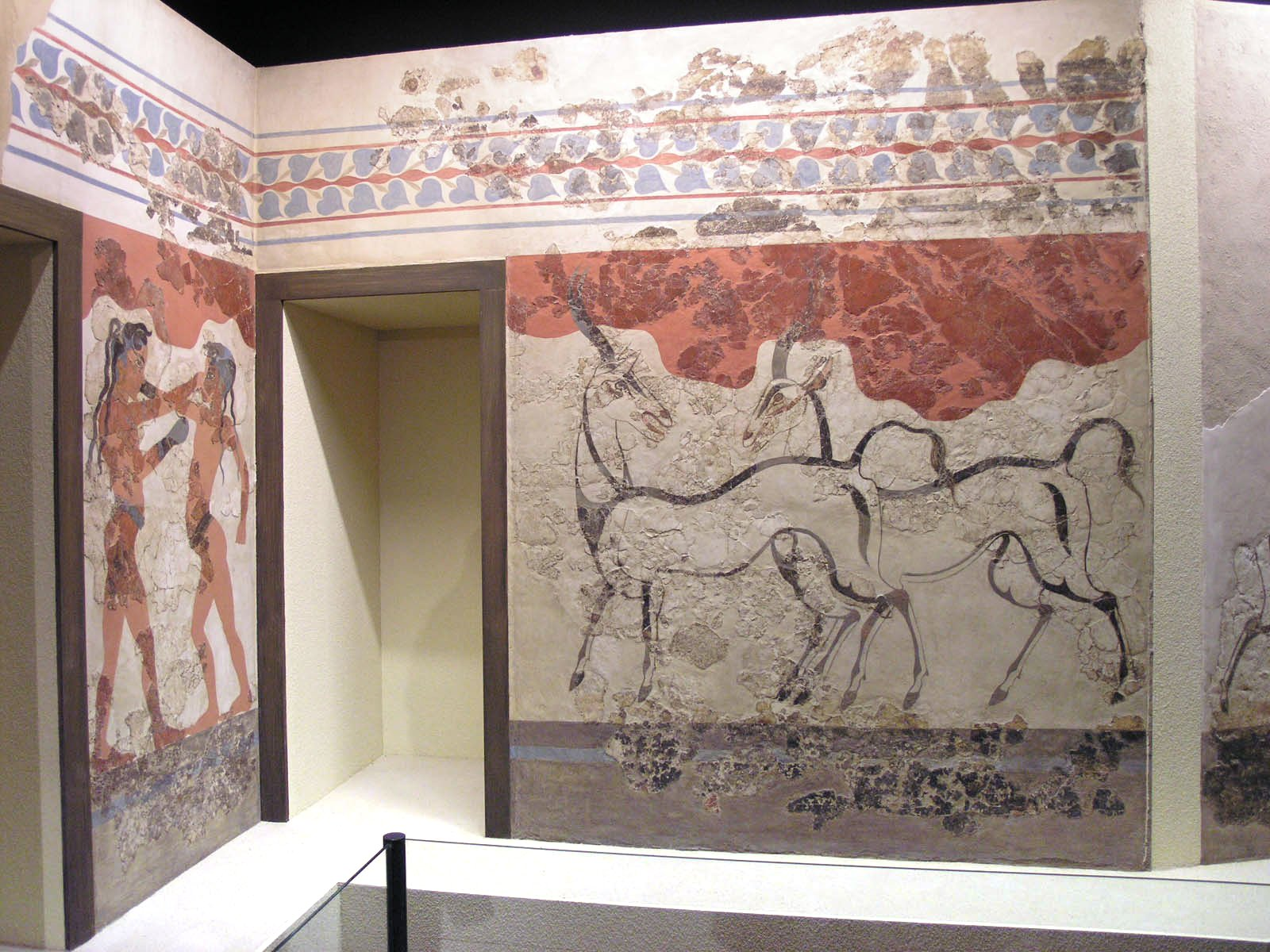
Фрески Акротирі, острів Санторин. Національний археологічний музей (Афіни).

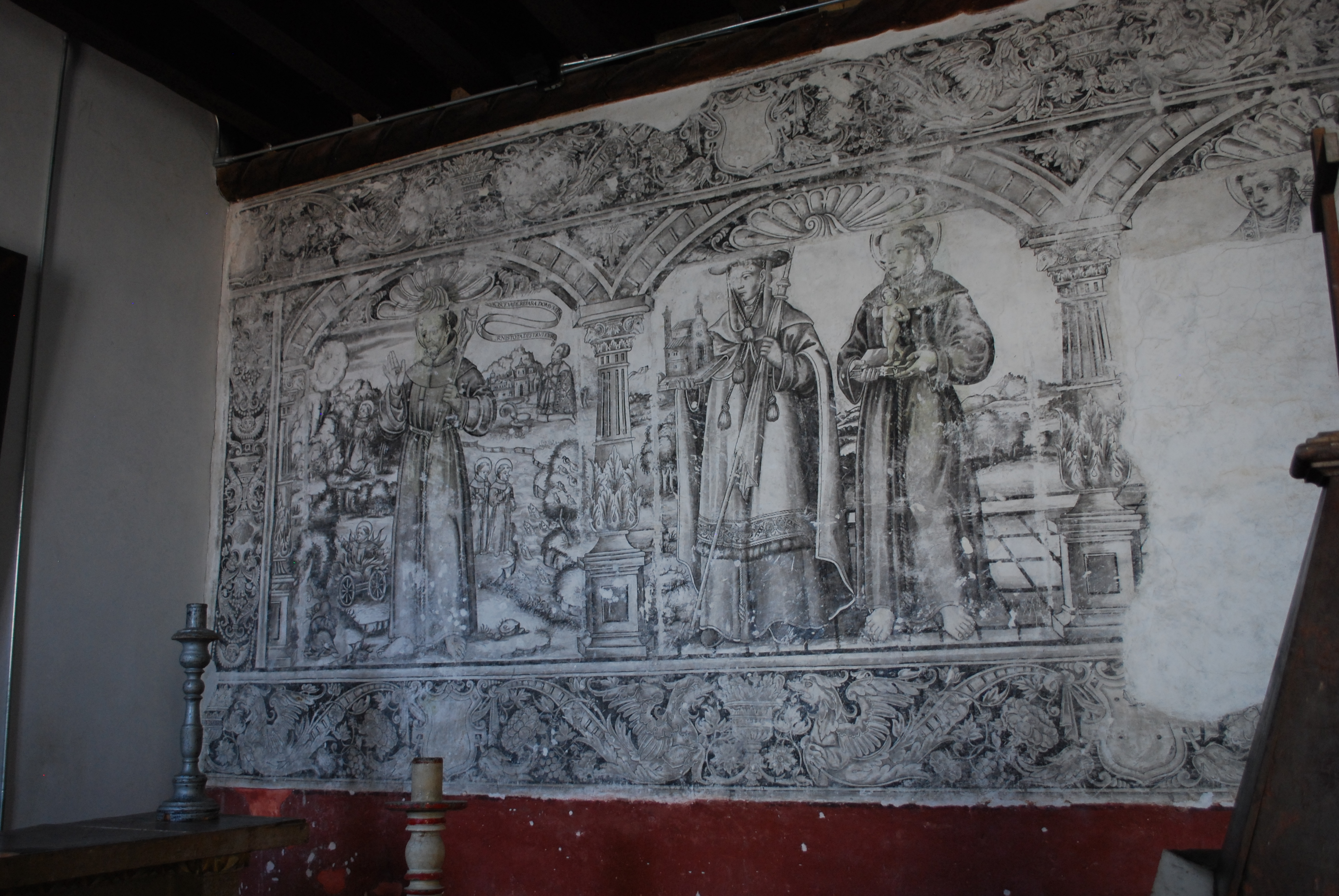
Чорно-білі фрески «Св. Франциск Ассізький, Св. Банавентура і Антоній Падуанський», монастир в Уєхоцинго. Зразок графічних стінописів.

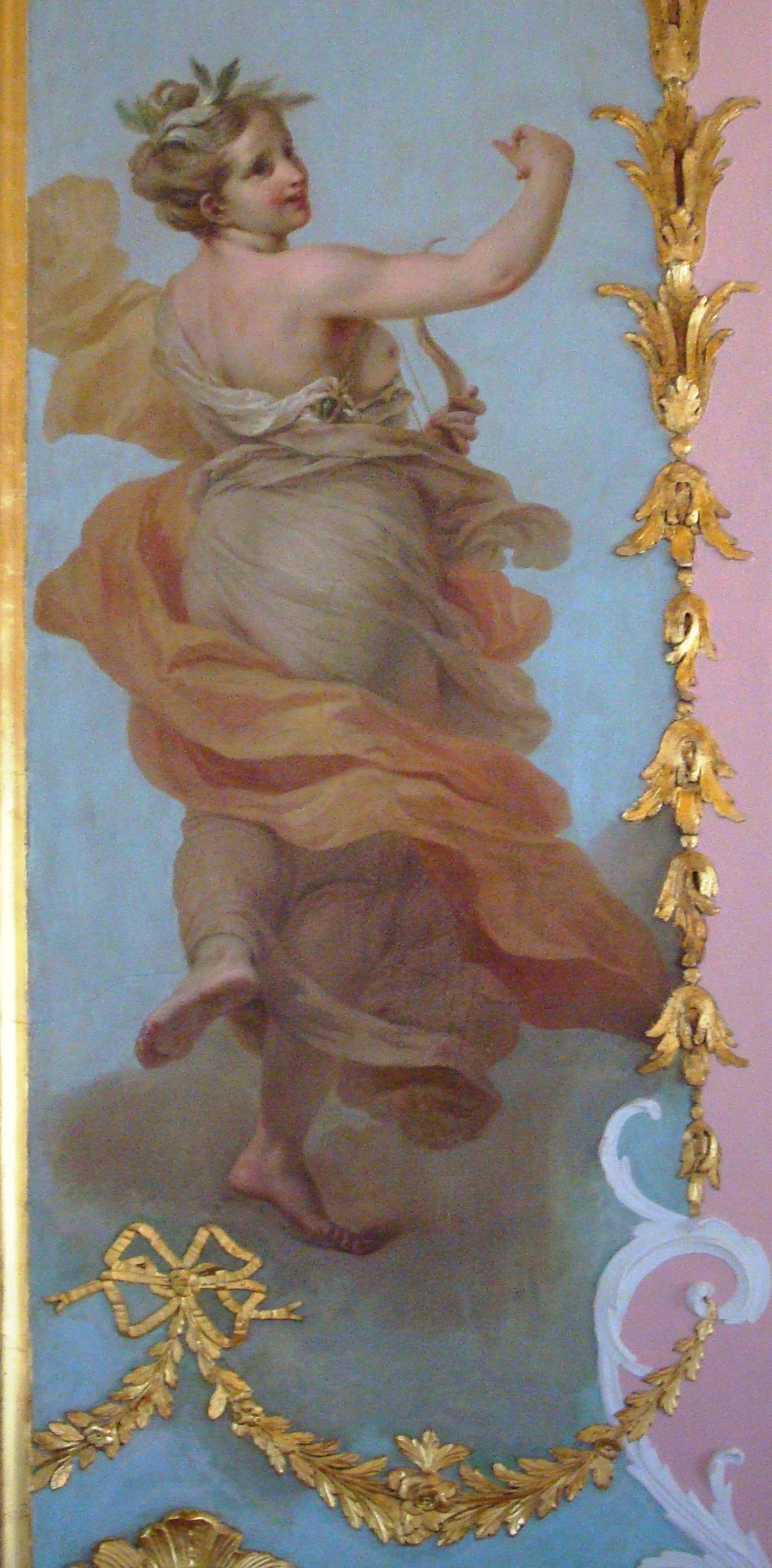
Муза танців Терпсіхора. Стінопис доби рококо.

Худо́жній ро́зпис стін — вид декоративно-ужиткового мистецтва, що полягає в нанесенні на стіни будівель орнаментів або зображень. Відомий з античної доби.

## Історія
Став відомий людству ще в стародавні часи — найбільш багаті і родовиті мешканці Стародавньої Греції і Стародавнього Риму почали прикрашати підлоги, стелі і стіни власних осель за допомогою орнаментальних і сюжетних фресок, мозаїк тощо. Кількість орнаментальних та сюжетних стінописів і мозаїк постійно збільшувалась.
Традиції прикрашати своє житло речами мистецтва і стінописами доходять до нас ще з часів палеоліту (35-10 тис. років до н. е.). Численні наскельні малюнки, скульптури, речі ужиткового мистецтва збереглися і до наших днів і були джерелами натхнення художників протягом багатьох наступних століть. Малюнки і предмети побуту присвячувалися силам природи, культовим образам, найчастіше це були силуетні зображення тварин, рослин, відбитки долоней людини. Завдяки їм сьогодні ми можемо представити різноманіття флори і фауни того часу, побуту і вірування стародавніх людей.
Людство не стоїть на місці, як і його майстерність. Наступним за масштабом і значущості кроком у мистецтві став розвиток Стародавнього Єгипту (IV-III ст. до н. е.). Настінні фрески, створені в Єгипті, і сьогодні полонять серця своєю досконалістю і майстерністю. Століттями техніка декоративного розпису стін в Єгипті передавалася з покоління до покоління, складаючи тим самим канон зображення людей, тварин, тих чи інших подій.
Майстри острова Криту так само залишили нам у спадок приголомшливі за красою і досконалістю фрески, орнаменти, побутові та анімалістичні сцени. Незважаючи на свою пишність і різноманітність, розписи того часу все ще носять дещо скутий в рухах, плоский і декоративний характер.
У Стародавній Греції (кінець V — IV ст. до н. е.) діячі мистецтва активно шукали засоби передачі психології і емоцій людини, героїчні мотиви повчального характеру співіснували з ліричними настроями і побутовими композиціями.
Розвиток світської культури Риму дав помітний поштовх до розвитку будівельних технологій і декорування різних за призначенням помешкань. Але форми архітектури були активно запозичені з архітектури Стародавньої Греції та відомих центрів еллінізму, войовничо підкорених владі Риму. Розписи стін і стель отримали більш систематизований характер. Римляни навіть використовували настінний живопис для окраси фасадів своїх будинків, з'являються вивіски різноманітних торгових приміщень і майстерень.
Доба Відродження відкрила світові таких великих майстрів як Леонардо да Вінчі, Рафаель, Мікеланджело, і багатьох інших видатних особистостей, творча спадщина котрих набула довершеності і характеру зразків для декількох поколінь західноєвропейських митців різних країн і епох. Були відроджені культурні цінності і традиції Стародавньої Греції та Риму. Однак процес не зупинився на відродженні античних традицій, а був творчо розвинений і став підґрунтям для розвитку національних культур країн Західної Європи.
З часом настінний живопис стали виконуватися не тільки в храмах, але і в житлових інтер'єрах, сюжети стали більш світськими, втрачається виключно релігійна спрямованість зображень. З'являється новий термін «а секко» — розпис по сухій штукатурці, на відміну від класичної фрески, яка виконується по вологому ґрунту «affresco».
У період сецесії здебільшого розвивається мистецтво графіки, і настінний живопис відходить на другий план. У декоруванні інтер'єрів почали переважати рослинні орнаменти, складні переплетення візерунків, графічність. З появою шпалер пройшло розгалуження: фрески і стінописи стають приналежністю багатих помешкань, паперові шпалери — ознака осель середнього стану чи бідноти.
Але у ХХ та ХХІ ст. архітектори та дизайнери все частіше вдаються до стінописів в своїх проектах. Використовуються як нові, так і традиційні давні технології. Сучасна освічена і багата людина висуває високі вимоги до краси і зручності свого помешкання чи заміського особняка. Розвиток дизайну дозволяє проявити неповторну індивідуальність володаря помешкання. Часто саме настінний живопис може розширити простір, створити певний настрій і стиль будинку, підкреслити затишок і тепло вашого оточення, продемонструвати рівень власних прибутків, смак у інтер'єрах або хаос думок, несмак і безглуздя навіть при використанні недешевих чи імпортних матеріалів.

## Декоративні стінописи доби маньєризму

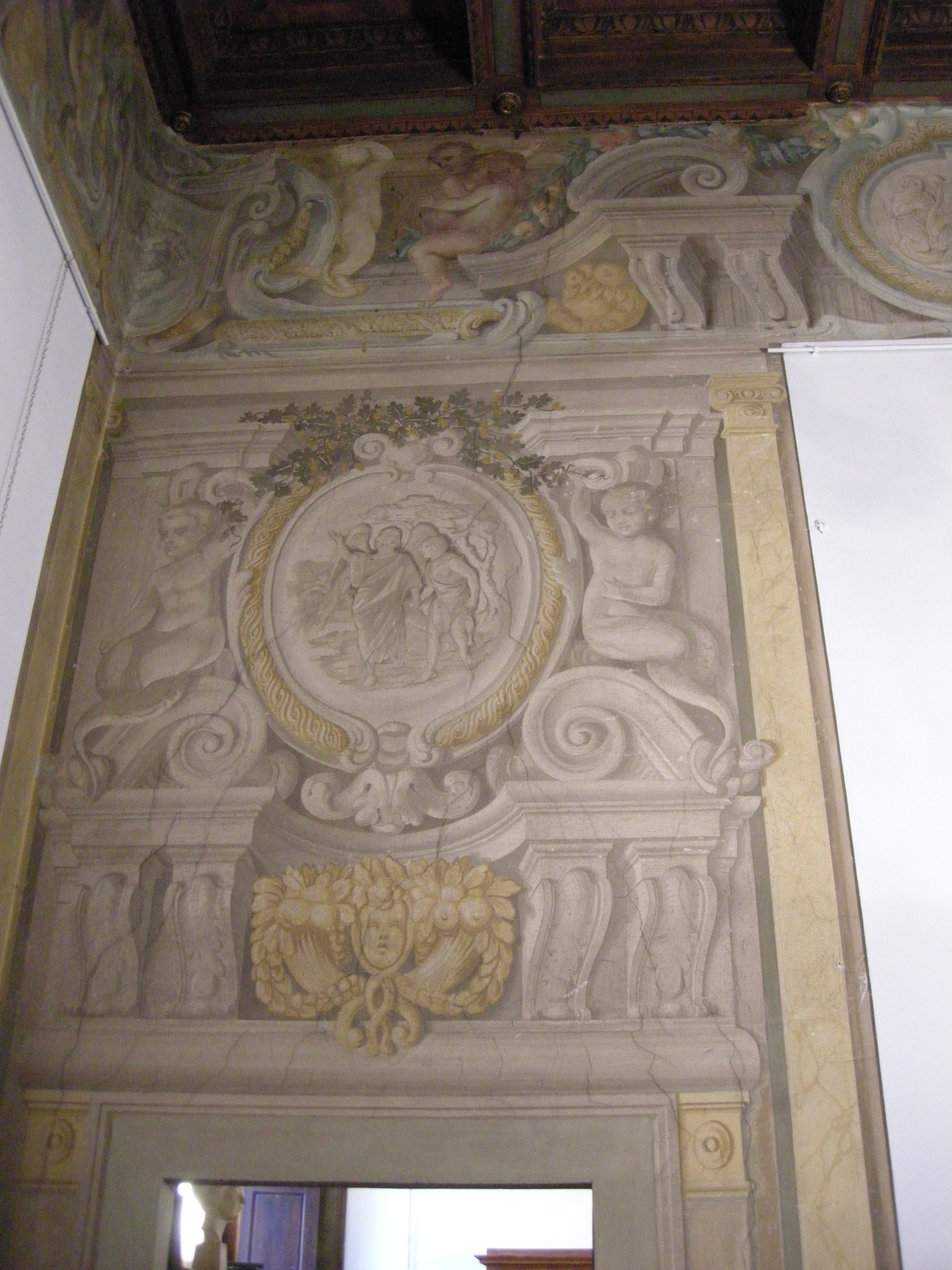
Палаццо Джиньї, зала № 2, Флоренція

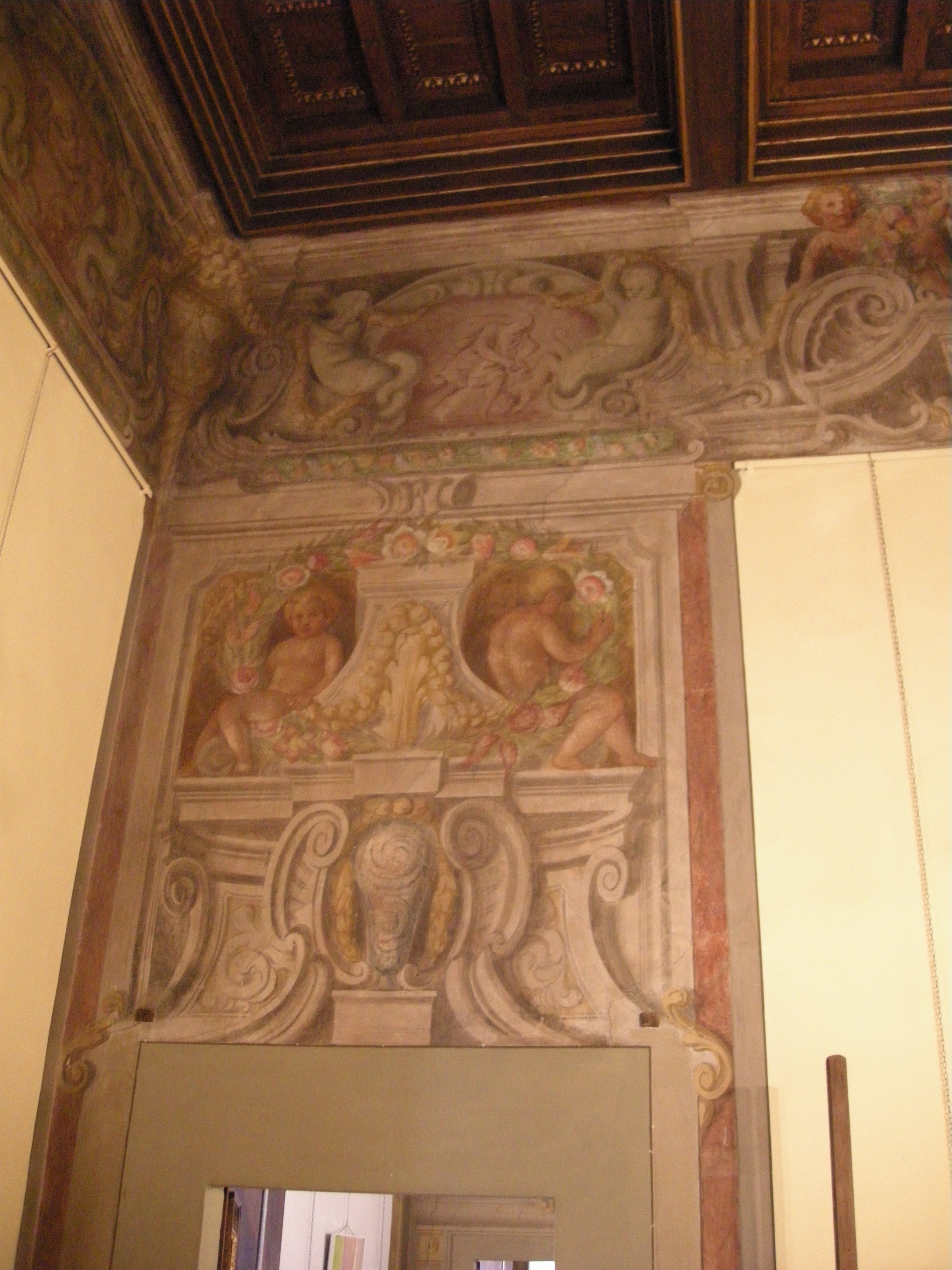
Палаццо Джиньї, зала № 1, Флоренція
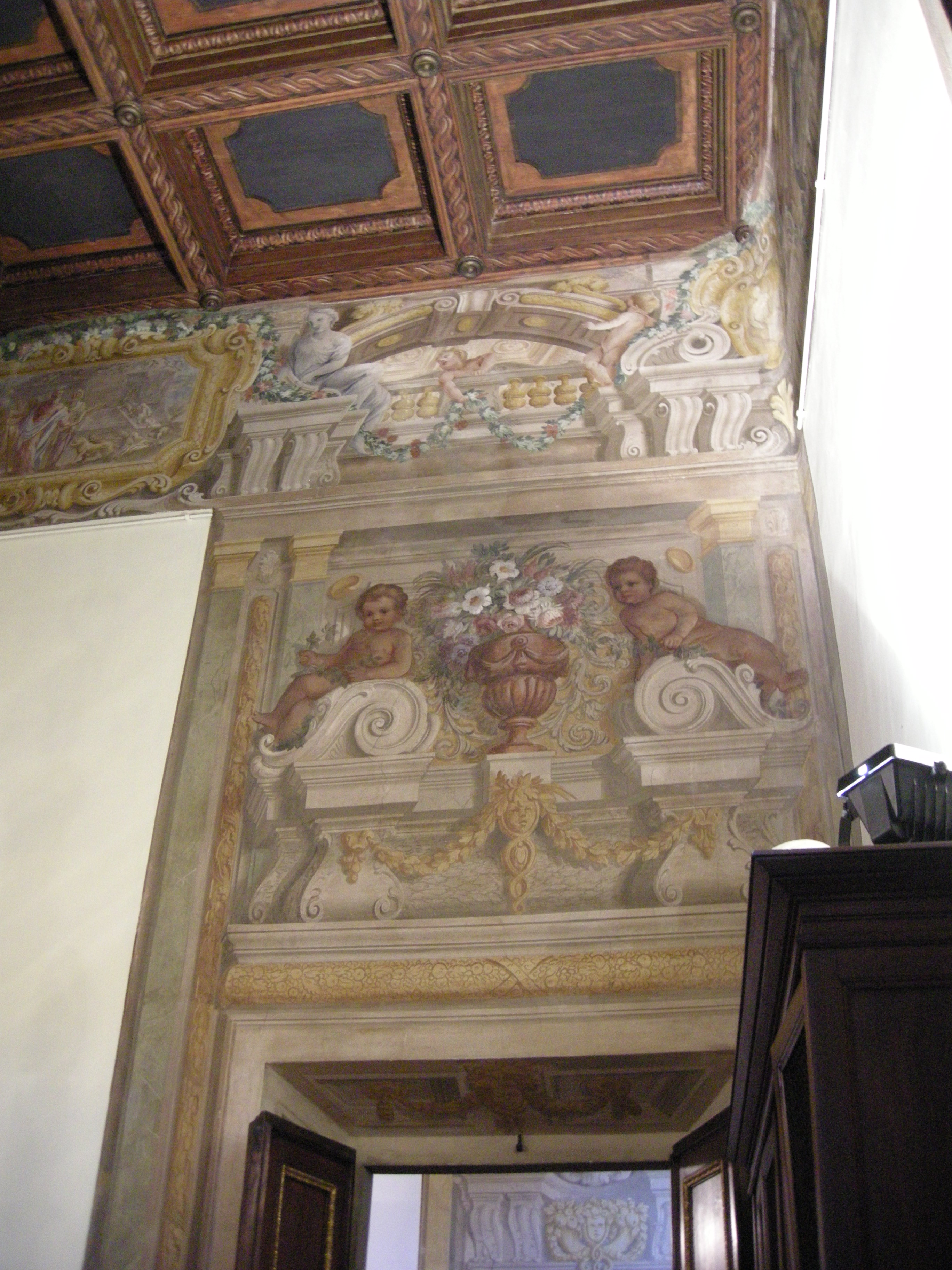
Палаццо Джиньї, зала № 3, Флоренція
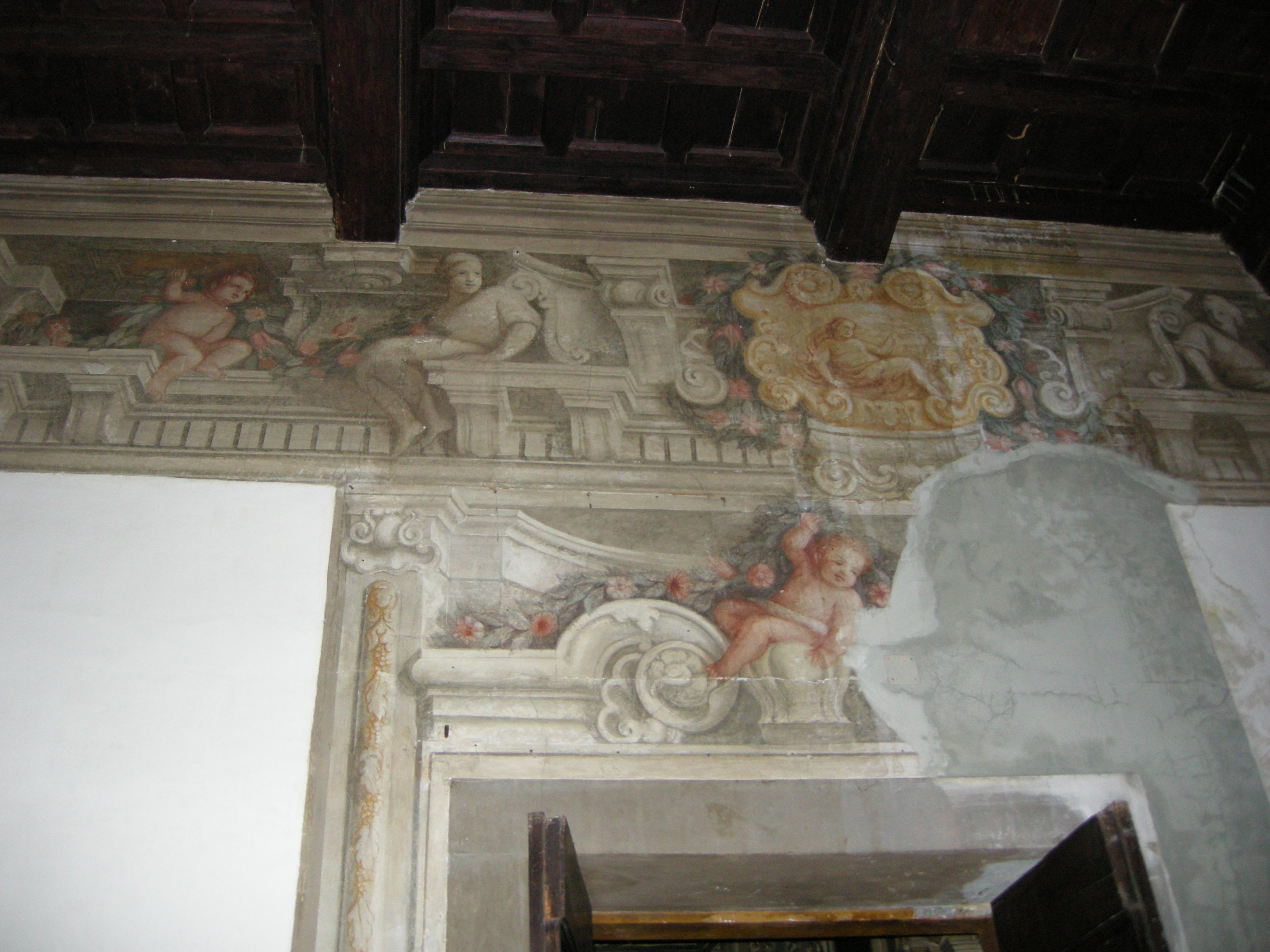
Палаццо Джиньї, зала № 4, Флоренція
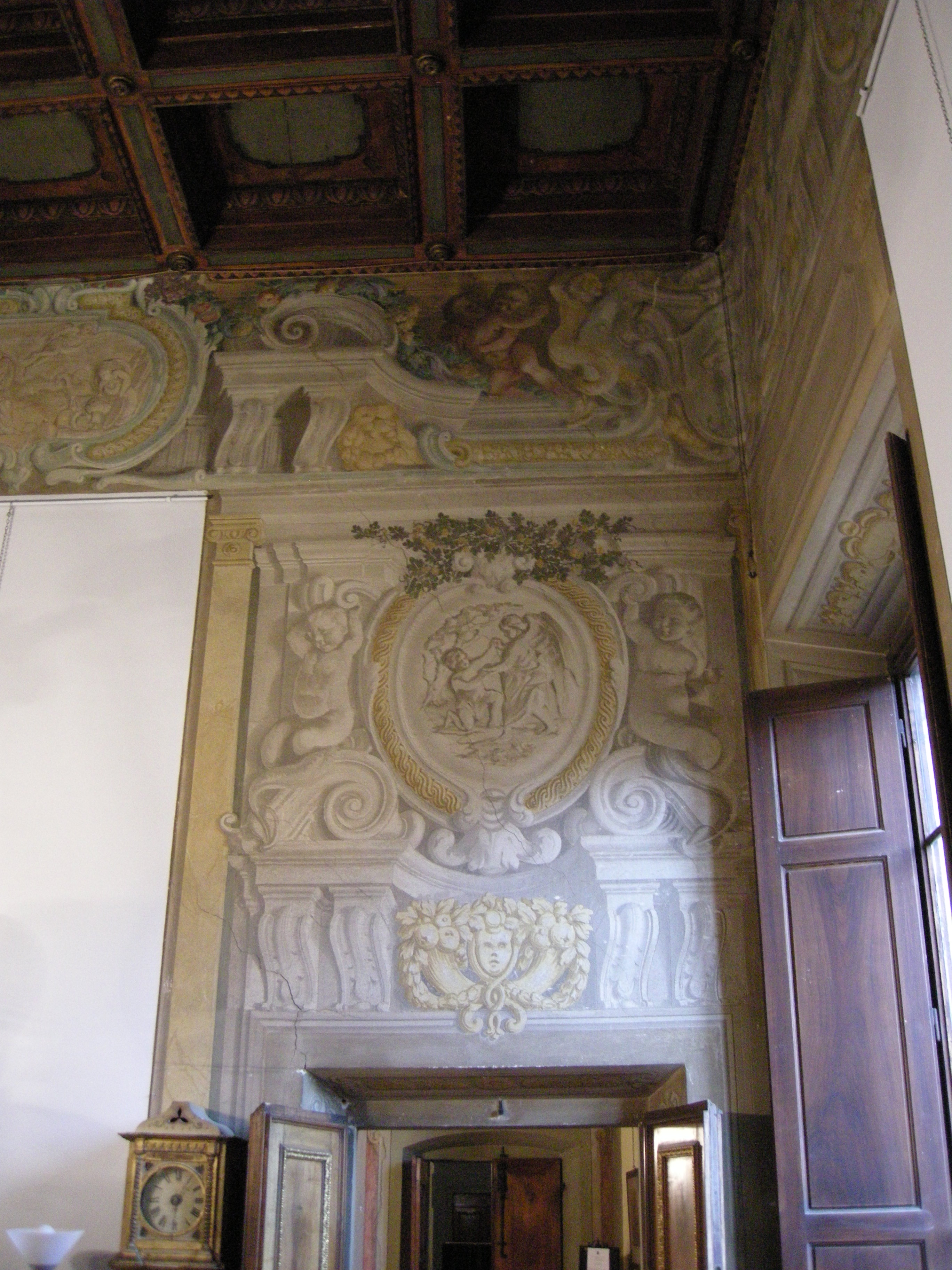
Палаццо Джиньї, зала № 2, Флоренція

## Зразки західноєвропейських фресок різних епох

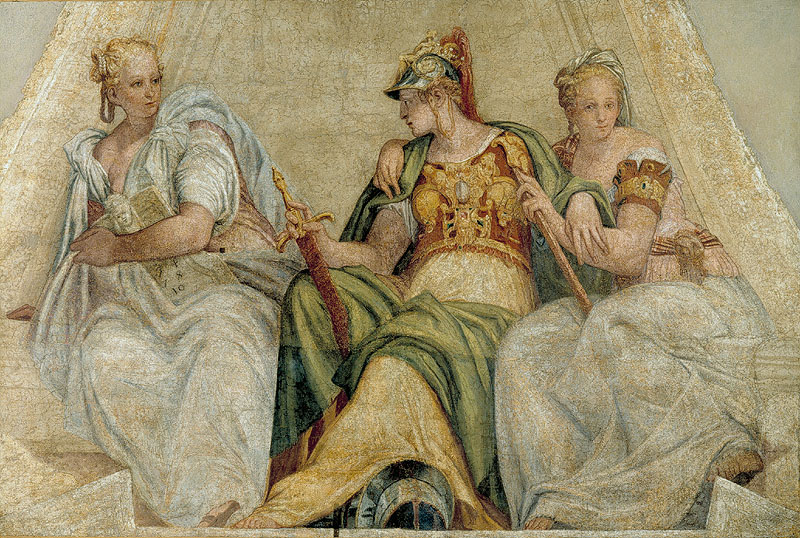
Фреска Паоло Веронезе «Богиня Мудрості в оточенні Математики і Геометрії»

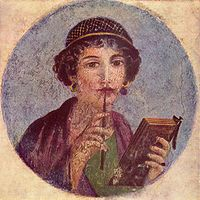
«Поетеса», фреска з Помпей
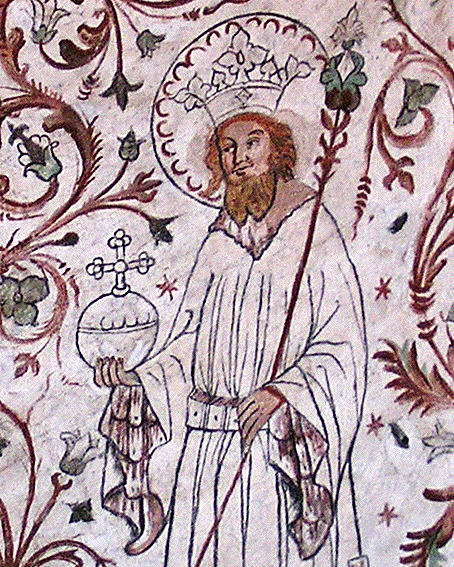
Ерік ІХ Швецький, 1400 р., кірка (церква) Оверсело
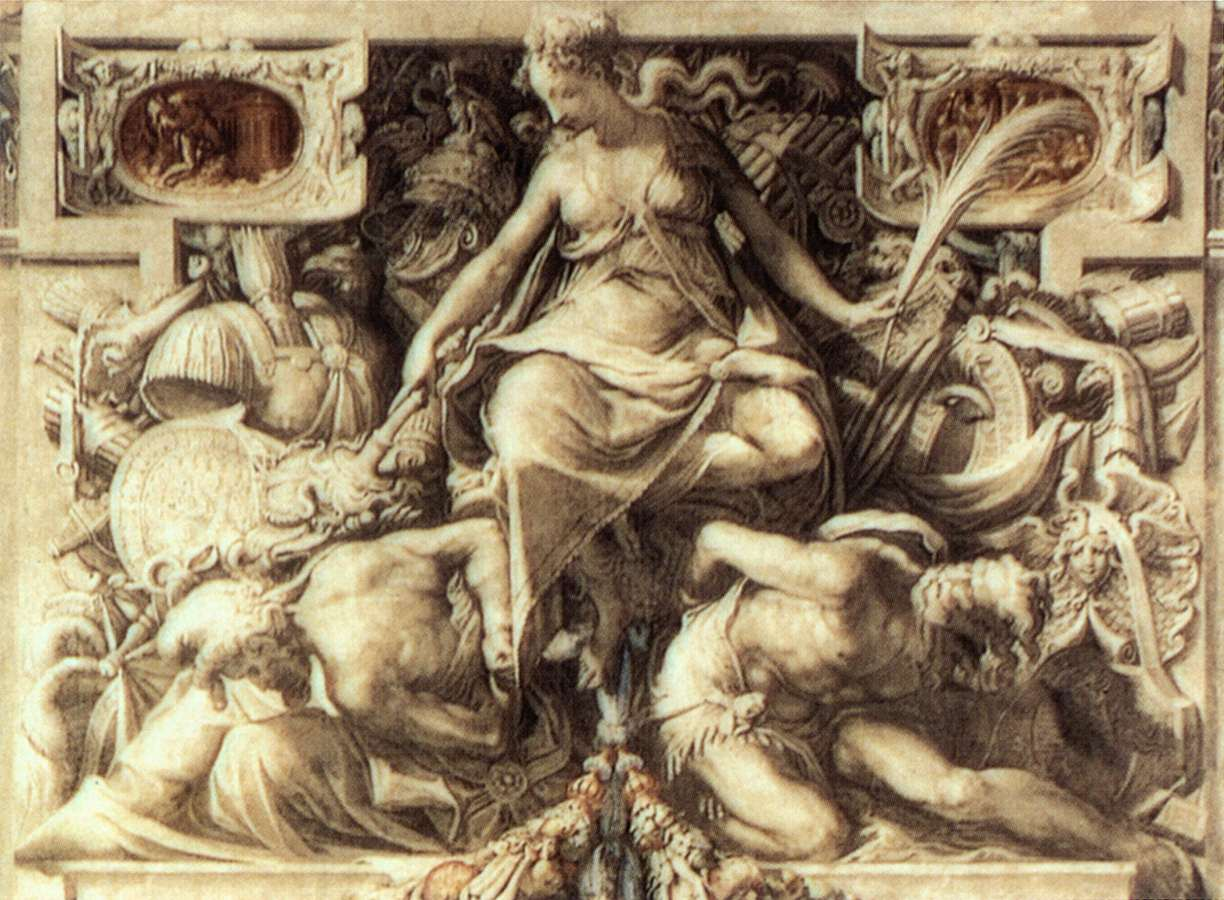
Худ. Франческо Сальвіаті, фреска «Алегорія Миру», маньєризм, Флоренція,

## Грізайль доби ампір

Скорбященська церква с. Залазіно Тверська обл., грізайль бл.1828 р.
Доменіко Жилярді. Московський університет, актова зала старого корпусу.
Зразок гризайлі. Скорбященська церква с. Залазіно, Тверська область.